# Bredfjället östra
Bredfjället östra är ett naturreservat i Lilla Edets kommun i Västra Götalands län. Området är en del av Bredfjällets naturreservat vars större del ligger i Uddevalla kommun
Området är naturskyddat sedan 1989 och där denna del i Lilla Edets kommun är 136 hektar stort medan delen i Uddevalla kommun är 424 hektar.